# Anschel Stern

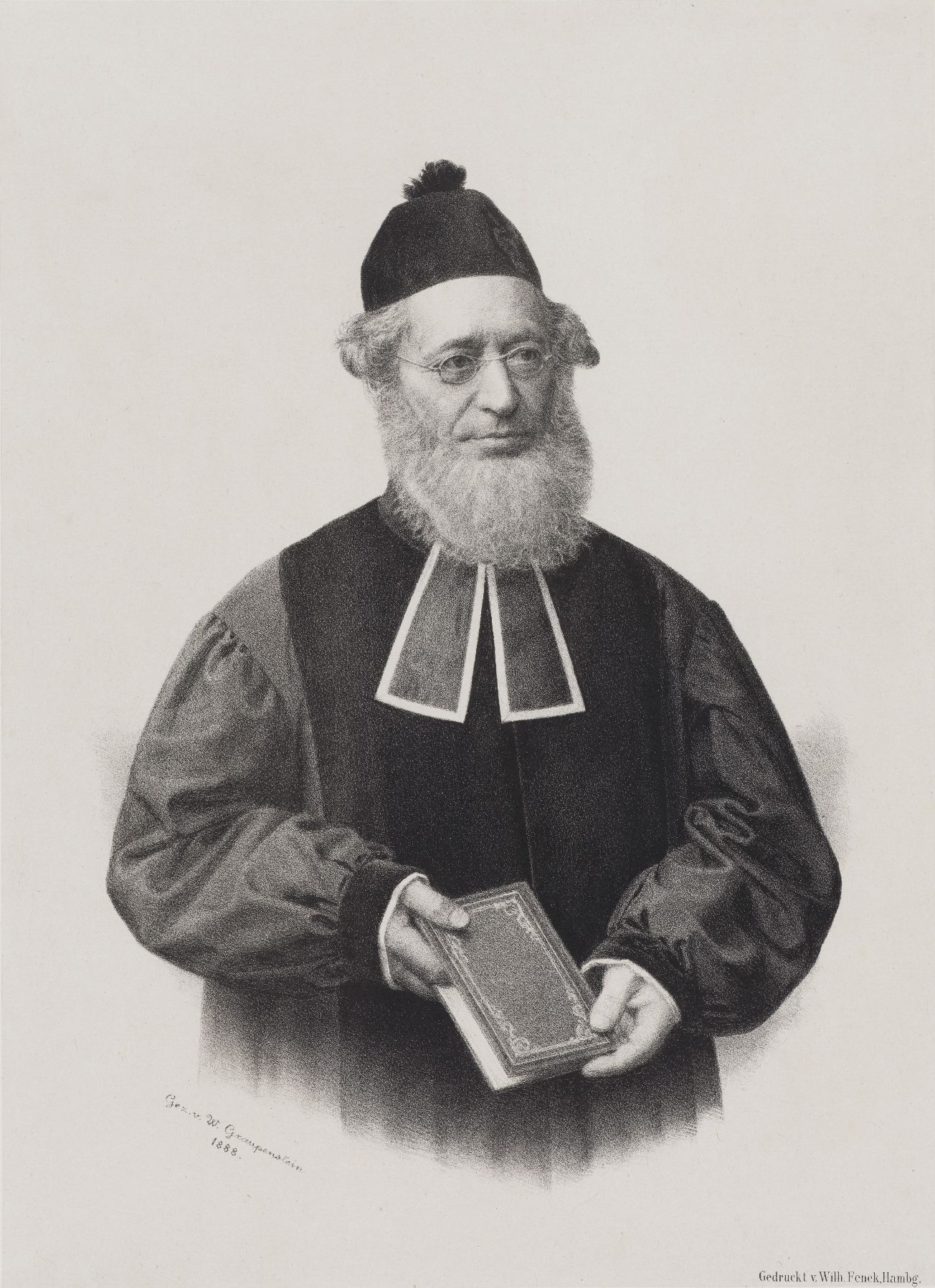
Anschel Stern, Lithografie von Friedrich Wilhelm Graupenstein

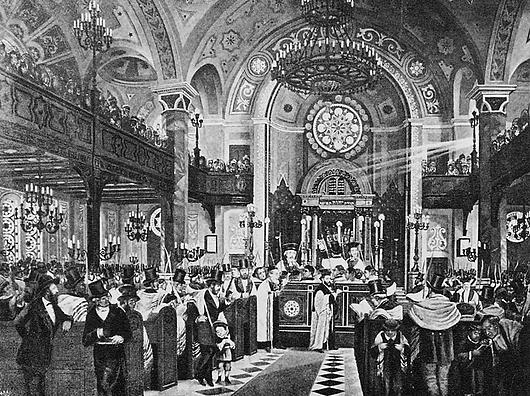
Beim Laubhüttenfest in der Synagoge Kohlhöfen

Anschel Stern (geboren im Mai 1820 in Steinbach; gestorben am 11. März 1888 in Hamburg) war ein deutscher Rabbiner und Pädagoge.

## Leben und Wirken
Anschel Stern war der Sohn eines rabbinischen Gelehrten. Im zwölften Lebensjahr ging er nach Fulda, wo er klassischen religiösen Unterricht bei Rabbiner Seckel Wormser erhielt. Später zog er nach Wiesenbronn, um von Seligmann Bär Bamberger zu lernen. Gemeinsam mit Bamberger ging Stern 1840 nach Würzburg, wo Bamberger die Stelle des Distriktrabbiners übernahm. Hier studierte Stern für einige Zeit Orientalistik an der Universität Würzburg und verdiente Geld mit der Erziehung der Kinder des Barons Joel Jakob von Hirsch. Nach der Semicha ging Stern nach Bad Homburg vor der Höhe. Hier arbeitete er als Religionslehrer und Hilfsrabbiner.
1851 übernahm Stern als Nachfolger Isaak Bernays’ die Stelle des Rabbiners in Hamburg. Während sein Vorgänger weitgehende Entscheidungsbefugnisse hatte durchsetzen können, blieben diese Stern verwehrt. Ihm gelang es trotzdem, sich nachhaltig für das Wohl der Gemeinde einzusetzen. 1862 rief er in Hamburg den Verein Mekor Chajim ins Leben. Der Verein bot religiösen Unterricht an, der von Gemeindemitgliedern für regelmäßige Talmudstudien genutzt wurde. Stern leitete seit 1851 die Talmud-Tora-Schule, die er ausbaute und bis zur Anerkennung als Höhere Bürgerschule 1869 führte. Im Zuge der Umorganisation der Deutsch-Israelitischen Gemeinde 1867 wurde Stern zum Oberrabbiner ernannt. Er übernahm die Seelsorge der dem Synagogenverband zugehörigen orthodoxen Mitglieder.
Stern, von dem so gut keine gedruckten Werke bekannt sind, hatte 1855 eine Tochter des britischen Oberrabbiners Nathan Adler geheiratet. Sie hatten neun Kinder, darunter Sara Stern, die Mutter von Gertrud Baer.
Stern ist auf dem jüdischen Friedhof in Hamburg-Langenfelde (Grabnummer: B154) begraben. Es war Anschel Stern, der im Jahre 1886 die Erlaubnis der preußischen Regierung erwirkte, den jüdischen Friedhof am Försterweg in Langenfelde anzulegen.